# Nister (Gemeinde)

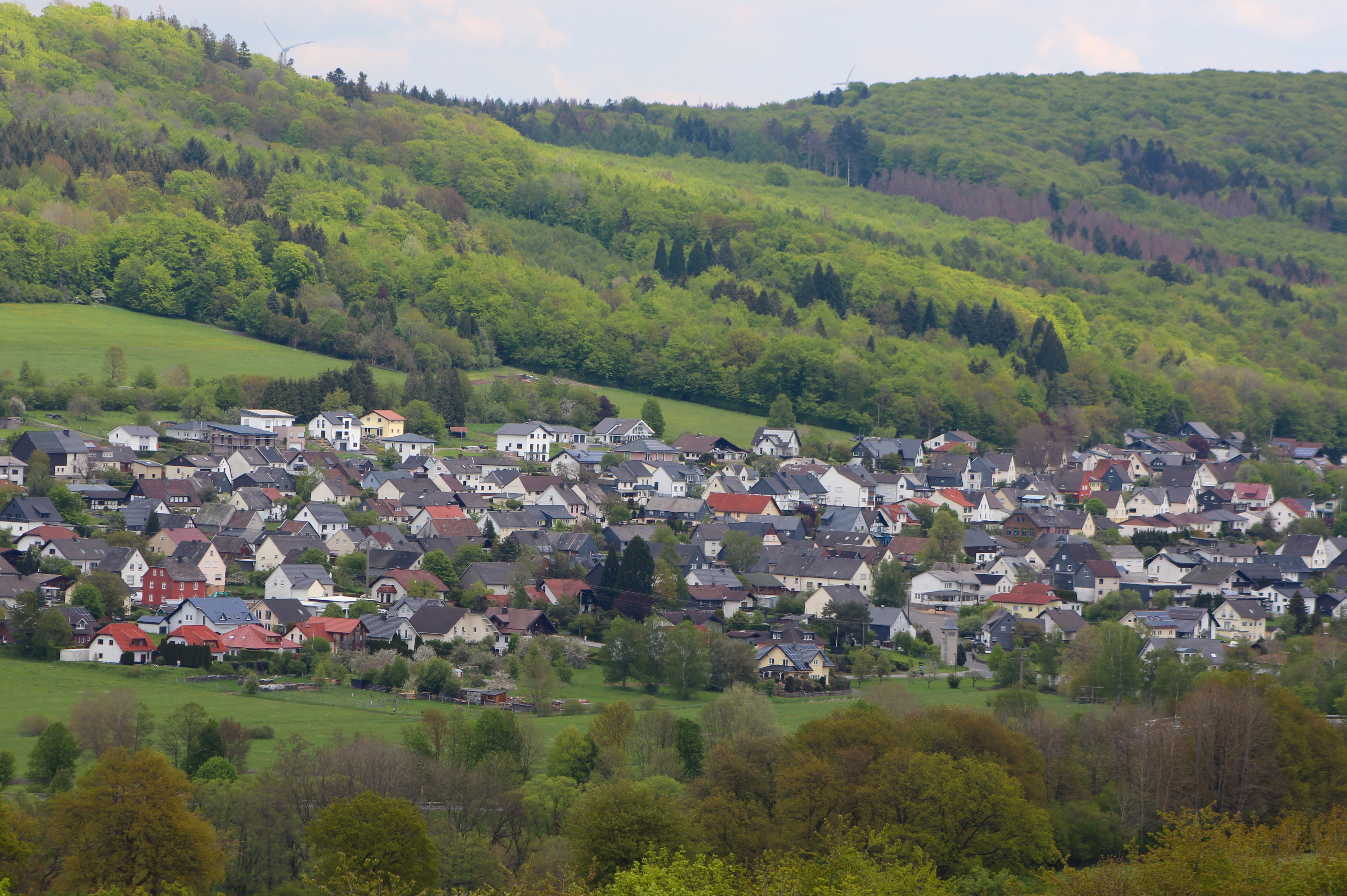
Panorama der Gemeinde Nister

Nister ist eine Ortsgemeinde im Westerwaldkreis in Rheinland-Pfalz. Sie gehört der Verbandsgemeinde Hachenburg an.

## Geographie

### Geographische Lage
Die Gemeinde liegt nördlich von Hachenburg an der Großen Nister. Im Osten des Ortes liegen Norken und Unnau, im Nordwesten bzw. Nordosten Atzelgift, Luckenbach und Nauroth, im Westen Müschenbach, Streithausen und die Abtei Marienstatt. Im Norden und Nordwesten liegt das Nauberggelände.
Zur Gemeinde Nister gehört auch der Wohnplatz Nisterhammer.

### Klima
Der Jahresniederschlag beträgt 973 mm.

## Geschichte
Der Ort wird erstmals 1270 urkundlich erwähnt, als Erzbischof Anno II. von Köln einen Betrag der Abtei Siegburg in Nistera bestätigt. Der Ausgangspunkt des Dorfes ist das „Felsenstübchen“ oberhalb der Abtei Marienstatt, wo im Mittelalter die „Burg Nister“ (Nistria, Nistera) stand.
Der Ort Nister gehörte zum Kirchspiel Altstadt und landesherrlich zur Grafschaft Sayn. Die Einwohner wurden nach der Einführung der Reformation in der Grafschaft Sayn erst lutherisch und später reformiert. Nach der Landesteilung der Grafschaft Sayn im 17. Jahrhundert gehörte Nister zur Grafschaft Sayn-Hachenburg.
1799 kam die Grafschaft auf dem Erbweg an die Fürsten von Nassau-Weilburg. Im Zusammenhang mit der Bildung des Rheinbundes kam die Region und damit auch die Gemeinde Nister 1806 an das neu errichtete Herzogtum Nassau. Unter der nassauischen Verwaltung war die Gemeinde dem Amt Hachenburg zugeordnet.
Nach der Annexion des Herzogtums Nassau, kam er 1866 an das Königreich Preußen und gehörte von 1868 an zur Provinz Hessen-Nassau und zum Oberwesterwaldkreis. Seit 1946 ist die Gemeinde Nister Teil des Landes Rheinland-Pfalz.
Industriewerk Nisterhammer
Am Ortsausgang des Dorfes an der Hammer-Straße liegt das Industriewerk Nisterhammer. Im Jahr 1570 erhielten die Grafen von Sayn das Privileg zur Errichtung eines Hammerwerkes in Nister, lange Zeit verpachtet und 1707 wieder in herrschaftlichem Besitz. 1769 wird der Burggraf Georg Friedrich Freudenberg Besitzer; 1802 tritt die Britisch-Nassauische Eisenwerksgesellschaft in Hachenburg als Eigentümerin auf und modernisiert den Betrieb. 1892 besteht darin die Bürstenfabrik Bocks & Co. Nach 1942 ist das Industriewerk Nisterhammer wieder ein Eisenbetrieb, ab 1956 als Nisterhammer Maschinenbau GmbH. Der Nisterhammer war einstmals der erste Großbetrieb im Oberwesterwald.
Alter Höhweg
In Richtung Norken in den Gemarkungen Nister und Nauroth befindet sich eine ca. 2½ km lange geradlinige Waldschneise auf dem Sattel des Nauberggeländes, die den Namen „alter Höhweg“ trägt, der früher eine Teilstrecke der Handelsstraße Köln-Leipzig war, die im Gebiet der Gemarkung Nister von der Furt durch die Große Nister bei der Abtei Marienstatt kommend längs dem Nauberggelände in Richtung Kirburg verlief. Diese Fahrstraße ist noch älteren Datums als die von Altenkirchen über Altstadt, Hachenburg und die Furt durch die Große Nister an der ehemaligen Schneidmühle nach führende Köln-Leipziger-Straße. An der Schneise stehen an der früheren Landesgrenze zwischen den Grafschaften Sayn-Altenkirchen und Sayn-Hachenburg bzw. an der heutigen Kreisgrenze zwischen dem Westerwaldkreis und dem Landkreis Altenkirchen, mehrere Grenzsteine mit dem Zeichen SH/SA, die nach 1671 gesetzt wurden, als die beiden Herrschaftsbezirke endgültig getrennt wurden.
Alter und Neuer Bremsberg
An der Südseite der Naubergskuppe Weiße Ley befand sich ab 1900 ein Abbauareal der Firma Grothe & Groehl, die unter der Basaltkuppe der Weißen Ley aus zwei Stollen  Quarzitsteine gewann. Diese Steine wurden auf einem „Bremsberg“ talwärts transportiert. Die Bergstation befand sich unmittelbar vor dem Stollen, unten neben dem früheren Wasserbehälter war die Talstation, von dort wurden die Steine mit Pferdefuhrwerken zum Bahnhof Korb abtransportiert. Der alte Bremsberg wurde später durch einen neueren und längeren ersetzt, der etwa 100 m östlich davon errichtet wurde. 1920 wurde der neue Bremsberg entfernt. Die untere Strecke ist inzwischen mit Wohnhäusern überbaut, auf dem Verladeplatz wurde der Sportplatz der Ortsgemeinde errichtet.
Bevölkerungsentwicklung
Die Entwicklung der Einwohnerzahl der Gemeinde Nister, die Werte von 1871 bis 1987 beruhen auf Volkszählungen:
| Jahr | Einwohner |
| 1815 | 347       |
| 1835 | 528       |
| 1871 | 470       |
| 1905 | 622       |
| 1939 | 598       |
| 1950 | 652       |

| Jahr | Einwohner |
| 1961 | 667       |
| 1970 | 816       |
| 1987 | 875       |
| 1997 | 1.060     |
| 2005 | 1.044     |
| 2023 | 1.085     |

## Politik

### Bürgermeister
Bernd Kunz wurde 2024 Ortsbürgermeister von Nister.
Sein Vorgänger war Thomas Giehl (SPD) seit Sommer 2019. Bei der Direktwahl am 26. Mai 2019 war er mit einem Stimmenanteil von 88,18 % für fünf Jahre gewählt worden.
Bis zu Giehls Ernennung war der Posten seit dem Tod von Juliane Vetter (SPD) im Oktober 2018 vakant gewesen. Übergangsweise hatte der Erste Beigeordnete Michael Mies die Amtsgeschäfte ausgeübt.

### Wappen
| Wappen von Nister | Blasonierung: „In Gold ein schrägrechter blauer Wellenbalken, belegt mit drei aneinandergereihten goldenen Rauten; oben ein nach links gerichteter schwarzer Eisenhammer über schwarzem Amboss; unten ein grünes Eichenblatt mit Eicheln.“ |
| Wappen von Nister | |

## Wirtschaft und Infrastruktur

### Verkehr
- Nister wird über die B 414 an das überörtliche Verkehrsnetz angeschlossen. Diese ist zwischen Nister und Schneidmühle bis voraussichtlich Mitte 2025 wegen Bauarbeiten gesperrt.[11] Zu den Autobahnanschlüssen der A 3 Ransbach-Baumbach und Dierdorf gelangt man über die B 8/B 413.
- Der nächstgelegene ICE-Halt ist der Bahnhof Montabaur an der Schnellfahrstrecke Köln–Rhein/Main.

### Öffentliche Einrichtungen
Die Gemeinde verfügt über die Nauberghalle mit verschiedenen Räumlichkeiten, einen Fußballplatz, eine Tennisanlage mit drei Plätzen, einen Bolzplatz mit Streetball-Anlage, zwei Kinderspielplätze und ein ausgedehntes Wanderwegenetz.